# Энском, Элизабет
Гертруда Элизабет Маргарет Энском (англ. Gertrude Elizabeth Margaret (G. E. M.) Anscombe; 18 марта 1919 года, Лимерик, Ирландия — 5 января 2001 года, Кембридж) — британский философ-аналитик. Представительница аналитического томизма, инициатор этического неоаристотелианства, ввела термин «консеквенциализм» в этику, в аналитическую философию — тему интенции. Профессор философии Кембриджа, член Британской академии (1967), почётный член Американской академии искусств и наук (1979).
Автор знаменитой работы «Современная моральная философия» (Modern Moral Philosophy, 1958).

## Биография
Родилась в семье учителя. Окончила Колледж Санкт-Хью в Оксфорде в 1941 году, продолжила образование в Ньюнхем-колледже в Кембридже, ученица и последовательница Людвига Витгенштейна. После его смерти занималась переводом на английский язык и изданием его научных трудов, в том числе работы «Философские исследования». В молодости приняла католичество. В 1941 году вышла замуж за философа и логика Питера Гича, в их семье было три сына и четыре дочери. В 1970—1986 годах профессор философии Кембриджского университета.
Мировую известность получили труды Элизабет Энском в области философии сознания, философии действия, философии языка, этики, философской логики.

## Избранные публикации
- Intention (1957), ISBN 978-0674003996
- An Introduction to Wittgenstein’s Tractatus (1959), ISBN 978-1890318543
- Three Philosophers (1961), with P. T. Geach, on Aristotle, Aquinas and Frege
- Causality and Determination (1971), ISBN 0-521-08304-4
- Times, Beginnings and Causes (1975), ISBN 0-19-725712-7
- The Collected Philosophical Papers of G. E. M. Anscombe (3 vols., 1981):

1. From Parmenides to Wittgenstein, ISBN 0-631-12922-7
2. Metaphysics and the Philosophy of Mind, ISBN 0-631-12932-4
3. Ethics, Religion and Politics, ISBN 0-631-12942-1

- Faith in a Hard Ground. Essays on Religion, Philosophy and Ethics (2008) ISBN 978-1845401214

Русские переводы:
- Современная философия морали // Логос — 2008 — № 1 (64) — с. 70—91
- О грубых фактах
- Война и Убийство. Часть 1. Часть 2.